# Hervé de Weck
Hervé-Maurice-Paul de Weck (* 4. Februar 1943 in Freiburg im Üechtland) ist ein Schweizer Gymnasiallehrer und Militärhistoriker.

## Leben und Wirken
De Weck wurde 1943 als Sohn eines Agraringenieurs und einer Lehrerin in Freiburg im Üechtland geboren. Nach der Matura Typus A 1963 an der Kantonsschule im damals zum Kanton Bern, heute zum Kanton Jura gehörenden Pruntrut studierte er an der Universität Freiburg (lic. phil. 1968). Im Anschluss war er bis 2003 als Gymnasiallehrer für Geschichte und französische Literatur an seiner ehemaligen Schule tätig.
Im Jahre 1973 war er Gründungsmitglied des Eishockeyclubs HC Ajoie, als dessen Präsident er 1983/84 fungierte; heute spielt der Verein in der zweithöchsten Liga (National League B). 1965 zum Leutnant befördert, brachte es der Nachrichtenoffizier in der Schweizer Armee bis zum Oberst. De Weck ist Mitglied mehrerer militärwissenschaftlicher Vereinigungen; von 1991 bis 2006 war er etwa Chefredaktor der Revue militaire suisse (RMS) der Schweizerischen Offiziersgesellschaft. Ferner ist er Autor und Herausgeber zahlreicher militärhistorischer Studien, entstanden u. a. in Zusammenarbeit mit der Schweizerischen Vereinigung für Militärgeschichte und Militärwissenschaft (SVMM), und Beiträger im Historischen Lexikon der Schweiz (HLS). Von 1980 bis 2005 wirkte er als Schweizer Vertreter im Vorstand der Commission Internationale d’Histoire Militaire (CIHM); heute ist er deren Ehrenschatzmeister. 
De Weck, katholisch, ist verheiratet und Vater von zwei Kindern.

## Schriften (Auswahl)
- Illustrierte Geschichte der Kavallerie. Huber, Frauenfeld u. a. 1982, ISBN 3-7193-0762-X.
- mit Anselm Zurfluh (Hrsg.): Suworow in der Schweiz. Thesis-Verlag, Zürich 2001, ISBN 3-908544-36-X.
- (Hrsg.) Krieg und Frieden in Europa. SVMM, Bern 2004, ISBN 2-9700034-6-5.
- (Hrsg.) La Suisse, die Schweiz 1945–1990. SVMM, Bern 2005, ISBN 2-9700034-9.
- mit Urban Fink, Christian Schweizer (Hrsg.): Hirtenstab und Hellebarde. Die Päpstliche Schweizergarde in Rom 1506–2006 (= Edition NZN bei TVZ). Hrsg. im Auftrag der Schweizerischen Vereinigung für Militärgeschichte und Militärwissenschaft, des Organisationskomitees «500 Jahre Schweizergarde» und der Eidgenössischen Militärbibliothek. Theologischer Verlag, Zürich 2006, ISBN 3-290-20033-7.
- mit Peter Braun (Hrsg.): Die Planung der Abwehr in der Armee 61. Tagungsband des Kolloquiums der Schweizerischen Vereinigung für Militärgeschichte und Militärwissenschaft (SVMM) und des Centre d’Histoire et de Prospective Militaires (CHPM) vom 17. Oktober 2008. SVMM, Bern 2009, ISBN 2-9700034-10-1.